# District Lgovski
Het district Lgovski (Russisch: Льговский район) is een gemeentelijk district van de Russische oblast Koersk.
Het bestuurlijk centrum is de stad Lgov (maar het maakt geen deel uit van het district en vormt een stedelijk district).

## Demografie
Het district telde 11.657 inwoners bij de volkstelling van 2018 tegen 19.313 bij die van 2002.

## Geschiedenis
Het district werd opgericht in 1928.

## Klimaat
Het district ligt in een continentale klimaatzone met milde, warme zomers en gelijkmatig verdeelde jaarlijkse regenval (Dfb in de Klimaatclassificatie van Köppen).

## Bestuurlijke indeling
Het district telt 8 selsovjets: Bolsjeoegonski, Gorodenski, Goestomojski, Ivantsjikovski, Koedintsevski, Maritski en Vysjnederevenski.
Bestuurlijk centrum: Koersk

Stedelijke districten: Lgov · Koertsjatov · Koersk · Sjtsjigry · Zjeleznogorsk

Gemeentelijke districten:

Belovski · Bolsjesoldatski · Chomoetovski · Dmitrijevski · Fatezjski · Gloesjkovski · Gorsjtsjenski · Kastorenski · Konysjovski · Korenevski · Koerski · Koertsjatovski · Lgovski · Mantoerovski · Medvenski · Obojanski · Oktjabrski · Ponyrovski · Pristenski · Rylski · Sjtsjigrovski · Soedzjanski · Solntsevski · Sovetski · Timski · Tsjeremisinovski · Zjeleznogorski · Zolotoechinski